# Крецшау
Крецшау (њем. Kretzschau) општина је у њемачкој савезној држави Саксонија-Анхалт. Једно је од 43 општинска средишта округа Бургенланд.  Посједује регионалну шифру (AGS) 15084275.

## Географски и демографски подаци
Крецшау се налази у савезној држави Саксонија-Анхалт у округу Бургенланд. Општина се налази на надморској висини од 197 метара. Површина општине износи 27,8 км². У самом мјесту је, према процјени из 2010. године, живјело 2.841 становника. Просјечна густина становништва износи 102 становника/км².

## Међународна сарадња
| Мјесто      | Држава    | Врста сарадње | Од    |
| ----------- | --------- | ------------- | ----- |
| Калињинград | Русија    | партнерство   | 1995. |
| Дархан      | Монголија | партнерство   | 1989. |
| Извор       |           |               |       |